# Diseleniuro de carbono
El diseleniuro de carbono es un compuesto inorgánico cuya fórmula química es CSe2. Es un líquido aceitoso de color amarillo anaranjado y olor acre. Es el análogo selénico del disulfuro de carbono (CS2) y del dióxido de carbono (CO2). Este compuesto sensible a la luz es insoluble en agua y soluble en disolventes orgánicos.

## Síntesis, estructura y reacciones
El diseleniuro de carbono es una molécula lineal con simetría D∞h. Se produce haciendo reaccionar polvo de selenio con vapor de diclorometano cerca de 550 °C.
2 Se + CH2Cl2 → CSe2 + 2 HCl
Fue descrito por primera vez por Grimm y Metzger, que lo prepararon tratando seleniuro de hidrógeno con tetracloruro de carbono en un tubo caliente.
Al igual que el disulfuro de carbono, el diseleniuro de carbono polimeriza a alta presión. Se cree que la estructura del polímero es una estructura cabeza a cabeza con una columna vertebral en forma de [-C(=Se)-Se-]n.El polímero es un semiconductor con una conductividad a temperatura ambiente de 50 S/cm.
Además, el diseleniuro de carbono es un precursor de los tetraselenafulvalenos, el análogo de selenio del tetratiafulvaleno, que puede utilizarse posteriormente para sintetizar conductores orgánicos y superconductores orgánicos.
El diseleniuro de carbono reacciona con aminas secundarias para dar dialquildiselenocarbamatos:
2 (CH3CH2)2NH + CSe2 → [(CH3CH2)2NH+2]((CH3CH2)2N−CSe−2)

## Seguridad
El diseleniuro de carbono tiene una elevada presión de vapor. Tiene una toxicidad moderada y presenta un riesgo de inhalación. Puede ser peligroso debido a su fácil transporte por membrana. Se descompone lentamente en almacenamiento (aproximadamente un 1% al mes a -30 °C). Cuando se obtiene comercialmente, su coste es elevado.
El diseleniuro de carbono puro destilado tiene un olor muy similar al del disulfuro de carbono, pero mezclado con el aire crea olores extremadamente ofensivos (correspondientes a nuevos productos de reacción altamente tóxicos).Su olor obligó a evacuar un pueblo cercano cuando se sintetizó por primera vez en 1936.Debido a su olor, se han desarrollado vías sintéticas para evitar su uso.